# Abelcourt
Abelcourt est une commune française située dans le département de la Haute-Saône, en Franche-Comté, dans la région administrative Bourgogne-Franche-Comté.

## Géographie

### Localisation
| Briaucourt | Francalmont, Ormoiche |                       |
| Velorcey   | Abelcourt             | Sainte-Marie-en-Chaux |
|            | Villers-lès-Luxeuil   |                       |

### Climat
Pour des articles plus généraux, voir Climat de la Bourgogne-Franche-Comté et Climat de la Haute-Saône.
En 2010, le climat de la commune est de type climat de montagne, selon une étude du Centre national de la recherche scientifique s'appuyant sur une série de données couvrant la période 1971-2000. En 2020, Météo-France publie une typologie des climats de la France métropolitaine dans laquelle la commune est exposée à un climat semi-continental et est dans la région climatique Lorraine, plateau de Langres, Morvan, caractérisée par un hiver rude (1,5 °C), des vents modérés et des brouillards fréquents en automne et hiver.
Pour la période 1971-2000, la température annuelle moyenne est de 10,3 °C, avec une amplitude thermique annuelle de 17 °C. Le cumul annuel moyen de précipitations est de 1 044 mm, avec 13,1 jours de précipitations en janvier et 10,1 jours en juillet. Pour la période 1991-2020, la température moyenne annuelle observée sur la station météorologique de Météo-France la plus proche, « Luxeuil », sur la commune de Saint-Sauveur à 7 km à vol d'oiseau, est de 10,8 °C et le cumul annuel moyen de précipitations est de 977,3 mm. 
La température maximale relevée sur cette station est de 38,9 °C, atteinte le 25 juillet 2019 ; la température minimale est de −25,9 °C, atteinte le 16 janvier 1966,,.
Les paramètres climatiques de la commune ont été estimés pour le milieu du siècle (2041-2070) selon différents scénarios d'émission de gaz à effet de serre à partir des nouvelles projections climatiques de référence DRIAS-2020. Ils sont consultables sur un site dédié publié par Météo-France en novembre 2022.

## Urbanisme

### Typologie
Au 1er janvier 2024, Abelcourt est catégorisée commune rurale à habitat dispersé, selon la nouvelle grille communale de densité à sept niveaux définie par l'Insee en 2022.
Elle est située hors unité urbaine. Par ailleurs la commune fait partie de l'aire d'attraction de Luxeuil-les-Bains, dont elle est une commune de la couronne,. Cette aire, qui regroupe 41 communes, est catégorisée dans les aires de moins de 50 000 habitants,.

## Histoire
Après la guerre de Trente Ans, il ne restait dans ce village qu'un seul homme. (Almanach de la Franche-Comté pour 1785).
Albelcourt était compris, avant 1789, dans les possessions de l'abbaye de Luxeuil. C'était, dans l'ancienne organisation paroissiale, une annexe de Villers-Les-Luxeuil.

## Toponymie
Les noms qui commencent ou se terminent par court dénotent généralement les localités que possédèrent les Bourguignons lors du partage des terres de notre province (la Séquanie) au Ve siècle. La syllabe court répond au mot latin curtis, jardin, qui, lui-même, répond au mot allemand garten. La prononciation alsacienne de garten, qui signifie terrain cultivé autour d'une habitation, jardin, est corte ; ce qui explique fort bien pourquoi, au Moyen Age, court est écrit cort, corth, chort et corte dans les noms de nos communes. (Charles Longchamps, Glanures, p. 2)[Information douteuse]

## Politique et administration

### Rattachements administratifs et électoraux
La commune fait partie de l'arrondissement de Lure du département de la Haute-Saône,  en région Bourgogne-Franche-Comté. Pour l'élection des députés, elle dépend de la deuxième circonscription de la Haute-Saône.
Elle faisait partie depuis 1801 du canton de Saulx. Dans le cadre du redécoupage cantonal de 2014 en France, la commune est rattachée au canton de Saint-Loup-sur-Semouse.

### Intercommunalité
La commune faisait partie de la communauté de communes du Pays de Saulx, créée le 21 décembre 2001 et qui regroupait 17 communes et environ 3 700 habitants.
Dans le cadre des dispositions de la loi du 16 décembre 2010 de réforme des collectivités territoriales, qui prévoit toutefois d'achever et de rationaliser le dispositif intercommunal en France, et notamment d'intégrer la quasi-totalité des communes françaises dans des EPCI à fiscalité propre dont la population soit normalement supérieure à 5 000 habitants, le schéma départemental de coopération intercommunale de 2011 a prévu la fusion des communautés de communes : 
- du Pays de Saulx,  
- des grands bois 
- des Franches Communes (sauf  Amblans et Genevreuille), 
et en y rajoutant la commune isolée de Velorcey, afin de former une nouvelle structure regroupant 42 communes et environ 11 200 habitants.
Cette fusion est effective depuis le 1er janvier 2014 et a permis la création, à la place des intercommunalités supprimées, de  la Communauté de communes du Triangle Vert, dont la commune est désormais membre.

### Liste des maires

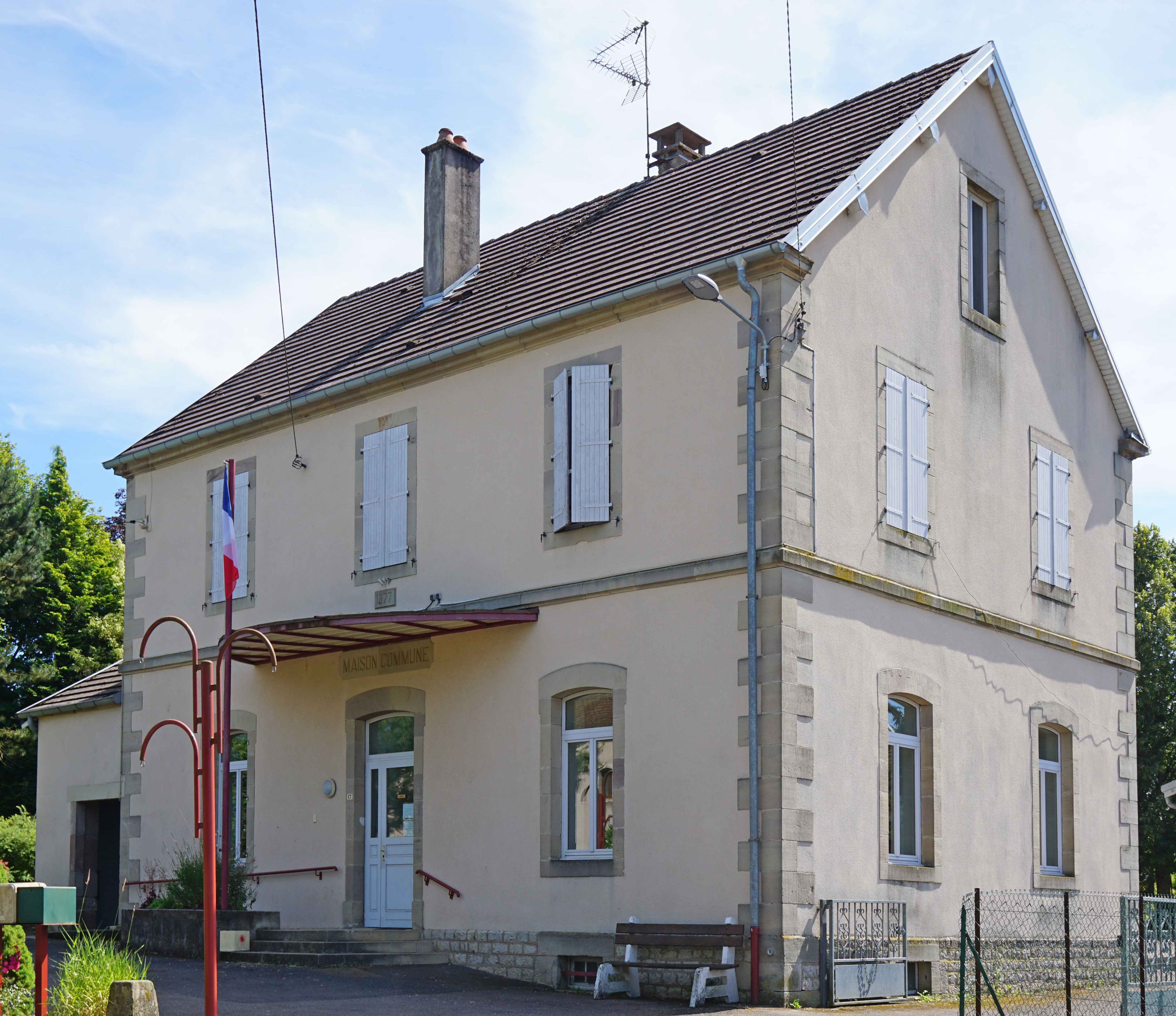
La mairie.

| Période | Période                   | Identité      | Étiquette | Qualité                                 |
| ------- | ------------------------- | ------------- | --------- | --------------------------------------- |
| 2001    | En cours (au 1 juin 2020) | Bernard Jamey | DVD       | Retraité Réélu pour le mandat 2020-2026 |

## Démographie
En 2022, la commune comptait 338 habitants. À partir du XXIe siècle, les recensements réels des communes de moins de 10 000 habitants ont lieu tous les cinq ans (2008, 2013, 2018, etc. pour Abelcourt). Les autres « recensements » sont des estimations.
| 1793 | 1800 | 1806 | 1821 | 1831 | 1836 | 1841 | 1846 | 1851 |
| ---- | ---- | ---- | ---- | ---- | ---- | ---- | ---- | ---- |
| 315  | 357  | 267  | 367  | 454  | 422  | 401  | 402  | 398  |

| 1856 | 1861 | 1866 | 1872 | 1876 | 1881 | 1886 | 1891 | 1896 |
| ---- | ---- | ---- | ---- | ---- | ---- | ---- | ---- | ---- |
| 379  | 385  | 371  | 346  | 337  | 329  | 319  | 279  | 272  |

| 1901 | 1906 | 1911 | 1921 | 1926 | 1931 | 1936 | 1946 | 1954 |
| ---- | ---- | ---- | ---- | ---- | ---- | ---- | ---- | ---- |
| 270  | 256  | 244  | 192  | 196  | 192  | 176  | 164  | 163  |

| 1962 | 1968 | 1975 | 1982 | 1990 | 1999 | 2006 | 2011 | 2016 |
| ---- | ---- | ---- | ---- | ---- | ---- | ---- | ---- | ---- |
| 172  | 157  | 144  | 229  | 253  | 303  | 322  | 350  | 352  |

| 2021 | 2022 | - | - | - | - | - | - | - |
| ---- | ---- | - | - | - | - | - | - | - |
| 344  | 338  | - | - | - | - | - | - | - |

Albelcout comptait 25 ménages en 1614, 85 en 1829 et 93 en 1866.

## Culture locale et patrimoine

### Lieux et monuments
- L'église a été érigée en chapelle par ordonnance du 14 juin 1842, sous le titre de Saint-Pierre ; elle a maintenant son desservant particulier. Cet édifice religieux a été rebâti en 1847-1848. Le presbytère construit vers 1866, d'où l'œil embrasse un très vaste horizon ; au nord-est, les montagnes de Saint-Bresson et les ballons de Servance ; au sud-est, la chapelle Notre-Dame-du-Haut de Ronchamp et la Motte de Grammont.
- Le village possède une fontaine sous pavillon du XIVe siècle.

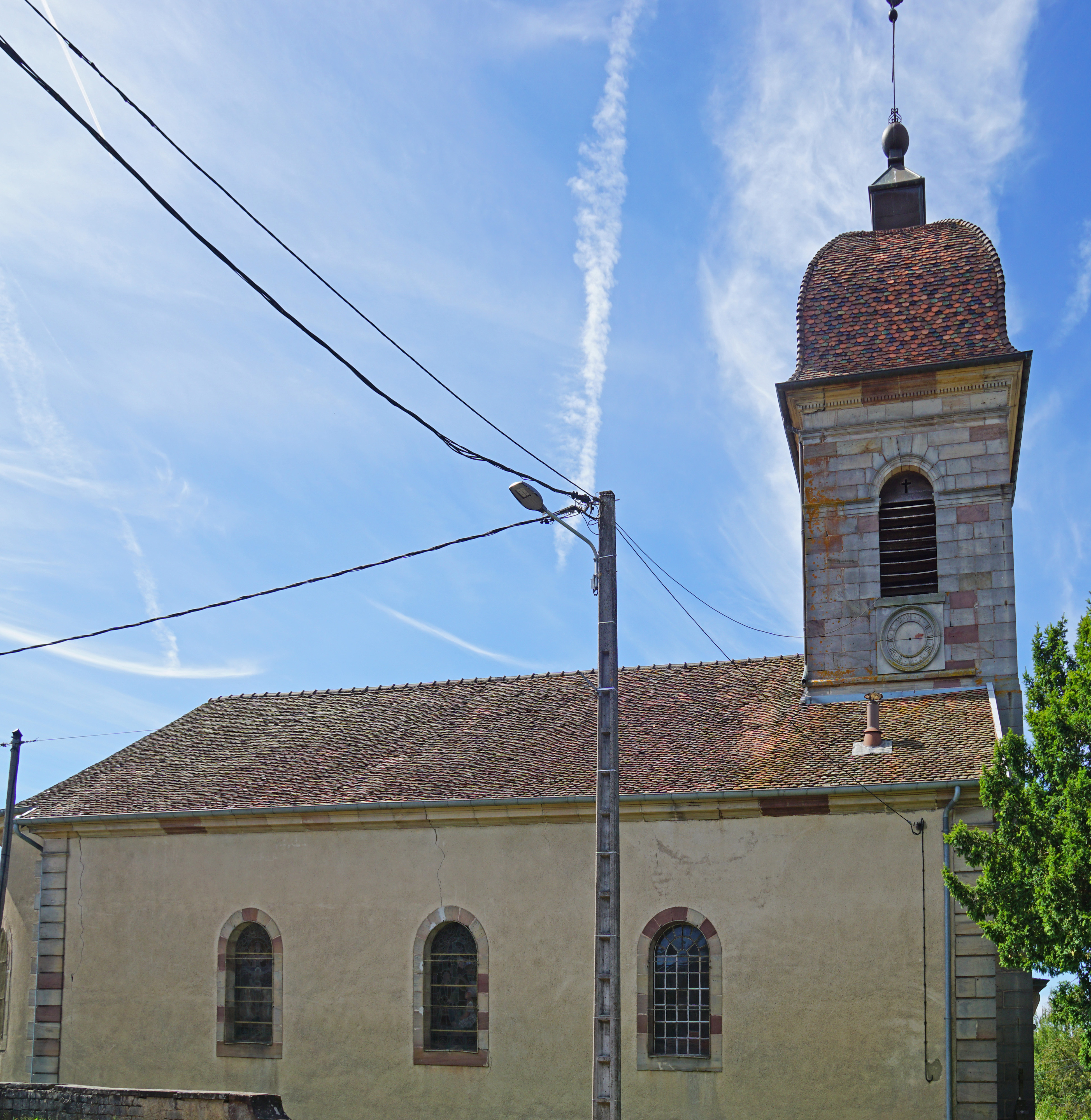
L'église.
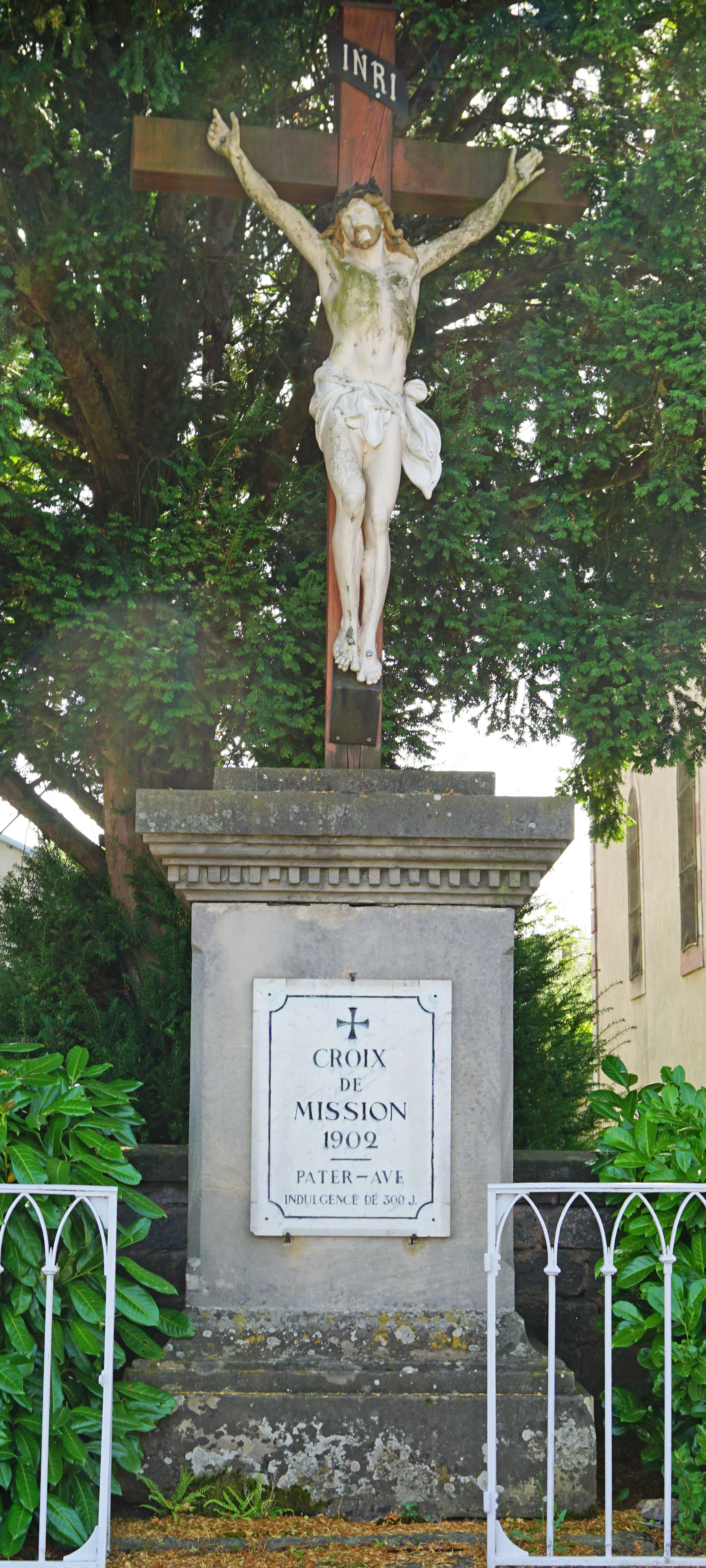
Croix.
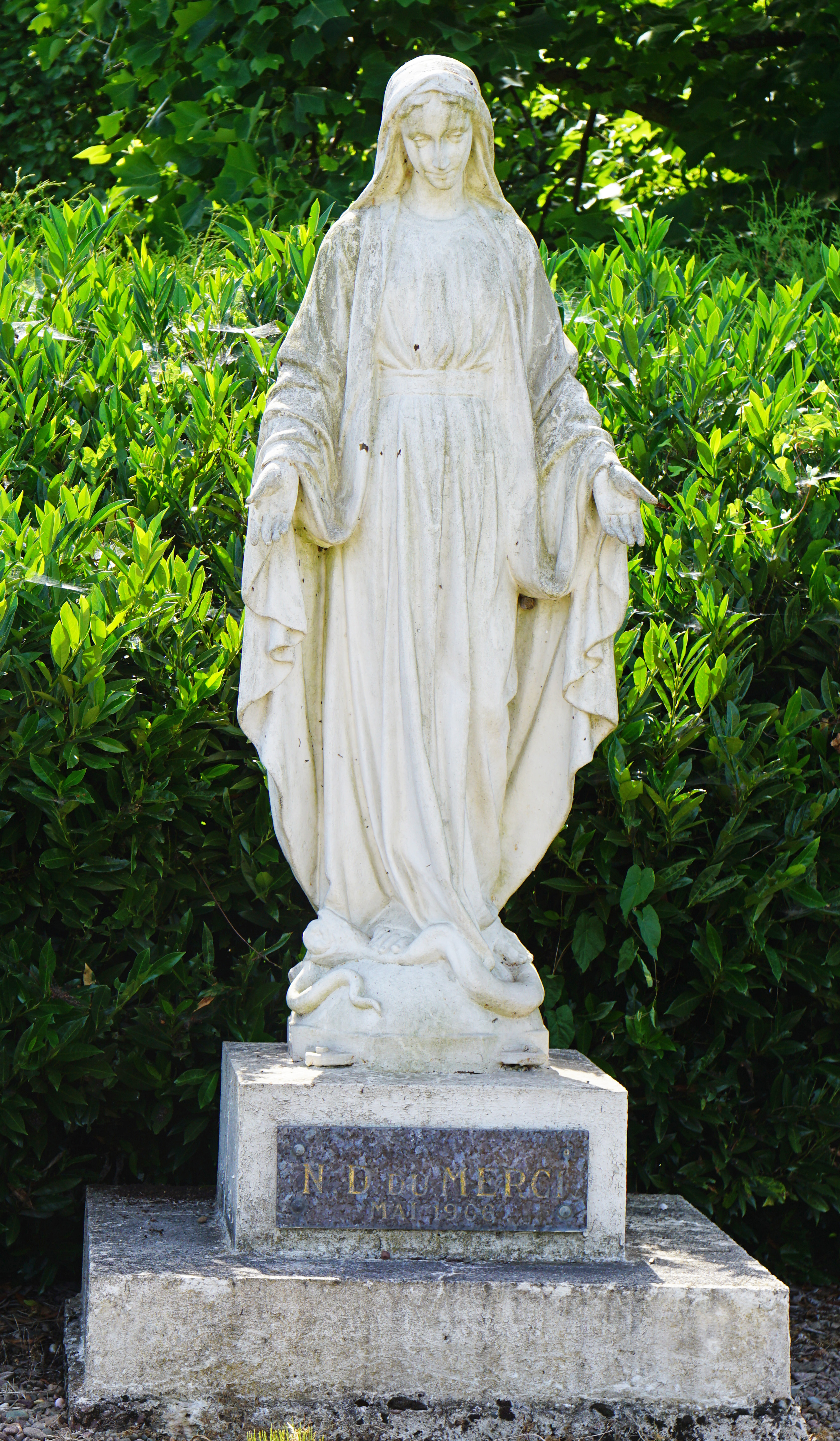
Statue de la Vierge.
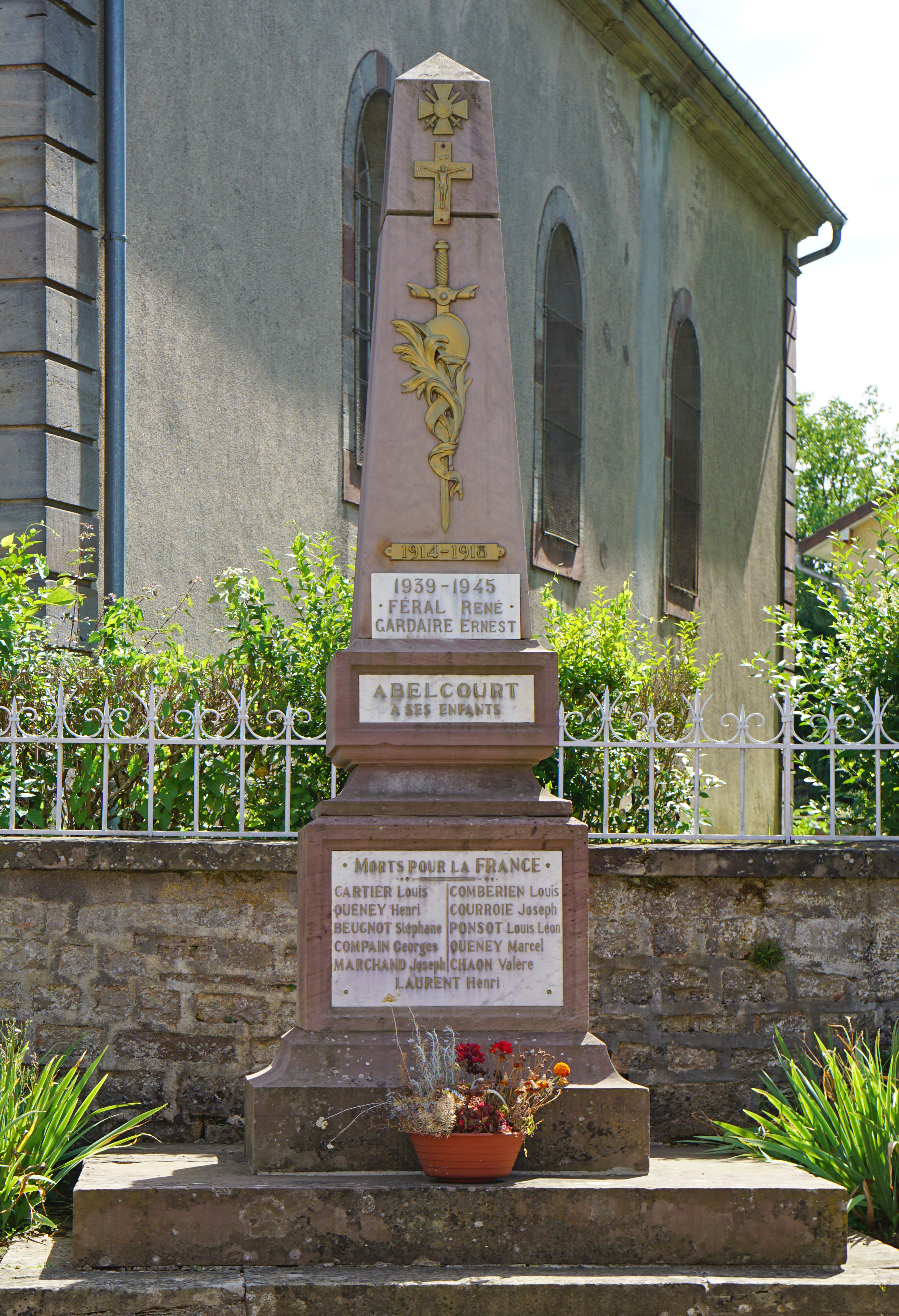
Monument aux morts.
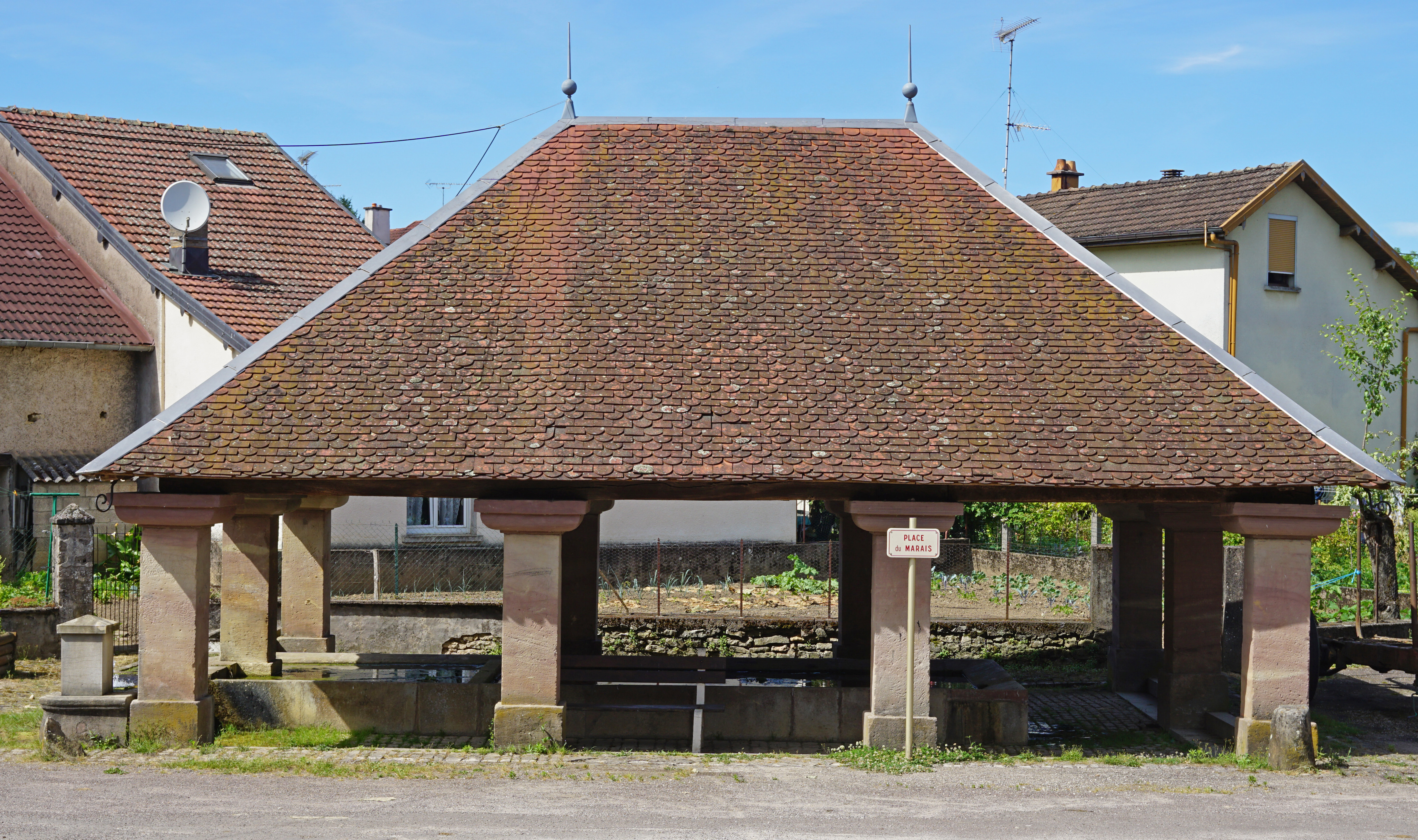
Lavoir.